# 绍约谢涅
绍约谢涅，是匈牙利包尔绍德-奥包乌伊-曾普伦州所辖的一个村。总面积8.47平方公里，总人口453，人口密度53.5人/平方公里（2011年1月1日）。